# Síndrome de Troyer
El Síndrome de Troyer, también conocido como Paraparesia espástica autosómica recesiva tipo 20, es una condición hereditaria infrecuente la cual se caracteriza por anomalías afectando a los músculos, al esqueleto (levemente), y a la inteligencia. La expectativa de vida (es decir, la duración en la que un paciente estará vivo/a) en pacientes con esta condición es normal y no esta acortada.

## Signos y síntomas
Las personas con esta condición usualmente comienzan a presentar síntomas durante la etapa de vida en la que son infantes, los cuales progresan mientras las personas afectadas crecen. Estos síntomas son:
- Amiotrofia afectando a las extremidades distales
- Contracturas generalizadas de las piernas
- Retrasos en el desarrollo cognitivo y motor
- Cambios repentinos del humor
- Disartria
- Temblor intencional leve
- Pes cavus
- Talipes equinovarus
- Cifoescoliosis
- Paraparesia espástica progresiva
- Estatura baja
- Trastornos del aprendizaje
- Discapacidad intelectual
- Saliveo

Otros síntomas menos comunes incluyen: 
- Clinodactilia
- Ansiedad (con ataques de pánico)
- Estreñimiento
- Hipermovilidad articular
- Fisuras parpebrales inclinadas hacia abajo
- Disuria
- Disfagia
- Hipertelorismo
- Nariz prominente
- Orejas bajas
- Genu valgum
- Microcefalia
- Alucinaciónes
- Psicosis
- Voz ronca
- Insomnio u otra anormalidad del sueño
- Hidronefrosis
- Sensación de vibración baja

## Complicaciones
Las principales complicaciones de la condición están asociadas a los síntomas principales, que son la debilidad y parálisis/espasticidad progresiva de las articulaciones, estas incluyen a la atrofia muscular, los pies fríos, la fatiga, y el estrés y depresión que pueden ser esperados.

## Genética
Esta condición está causada por mutaciones en el gen SPART, también conocido como SPG20, está ubicado en el brazo largo del cromosoma 13. Las mutaciones son heredadas siguiendo un patrón de herencia autosómico recesivo, lo que significa que para presentar síntomas de una condición, una persona tiene que obtener una copia de un gen mutado de ambos padres.
Este gen es importante para la producción de una proteína llamada "spartin", cuya función no es conocida. La proteína puede ser encontrada en el sistema nervioso, al igual que en otros sistemas corporales. La mutación involucrada en el Síndrome de Troyer consiste en una deleción de un nucleótido de adenosina el cual esta en la posición 1110 del gen, dicha mutación es conocida como "1110delA", esta alteración distorsiona la producción de esta proteína significativamente, resultando en una proteína spartin sin función de tamaño pequeño.

## Patofisiologia
El deterioro y muerte (ambos progresivos) de tanto las células musculares como el de las neuronas motoras lleva a los síntomas asociados con el Síndrome de Troyer.

## Diagnóstico
Esta condición puede ser diagnósticada por medio de un examen  físico, pruebas de laboratorio, resonancias magnéticas del cerebro y de la columna vertebral, estudios de conducción de los nervios, electroencefalogramas, y de pruebas genéticas.

## Tratamiento
El tratamiento esta enfocado principalmente en los síntomas musculares como la espasticidad.
Los métodos usados generalmente para tratar varios tipos de paraplegia espastica hereditaria incluyen:
- El uso de medicación para la relajación de los músculos
- Fisioterapia
- Terapia ocupacional
- Ortosis de tobillo y pie
- Uso de instrumentos para el apoyo de la transportación, como podría venir siendo una silla de ruedas.

## Prevalencia
Según OMIM, menos de 40 casos han sido descritos en la literatura médica.
Es más común entre las personas Amish, debido a su práctica familiar común de endogamia y a que la mutación responsable por la condición surgió entre los ancestros de este grupo de gente.

## Historia
Fue descubierto en 1967, por Cross y McKusick et al. cuando describieron a un grupo de 20 personas pertenecientes a una localidad Amish en Ohio, Estados Unidos. El síndrome fue nombrado después del nombre que algunas de las personas afectadas compartían (Troyer).
La mutación responsable por el Síndrome de Troyer fue encontrada en el año 2002 por Patel et al. cuando trazaron el locus de la condición a un pequeño segmento en el brazo largo del cromosoma 13 (13q12.3) en pacientes con el síndrome, dicho grupo de investigadores luego analizo a más detalle el locus y encontraron a la mutación homocigota en el gen SPART. Los pacientes eran miembros de la misma familia Amish reportada por Cross y McKusick et al.